# 长颈羚
長頸羚（學名：Litocranius walleri）是一種生活在東非的羚羊。牠的名字起源於索馬里語的哺乳動物。

## 身体结构
牠們可以重達30—110公斤及肩高超過1,4—2,3 米。於交配時份，雄性的頸部會明顯的肿胀。牠們可以單以後腿站立，並達7呎的高度。只有雄性有著短厚，像豎琴形狀，長達17吋的角。牠們的皮在背部是赤紅色，兩側顏色較淺，腹部則是白色的。

## 生活方式
長頸羚較害羞，隨時會俯首向前奔跑，且能穿越矮小的叢林。牠們一般只會在3-10頭的群族生活。
與其他羚羊不同，長頸羚不會吃低處的植物，反而會靠後腿及長頸來吃樹葉。牠們長的頸是從演化而來，有著伸展至高處的優點。牠們以吸收植物上的水氣來作為體內所需的水份。